# ウゴ・チャベス
- ウゴ・チャベス
- ウーゴ・チャベス

ウゴ・ラファエル・チャベス・フリーアス（スペイン語: Hugo Rafael Chávez Frías, 1954年7月28日 - 2013年3月5日）は、ベネズエラの政治家、軍人。第53代共和国大統領。軍における最終階級は陸軍中佐。野球好きでもあった。

## 人物
ベネズエラ内陸部のバリナス州サバネータで教師をしていた両親の間に生まれた。両親がそれぞれムラートとメスティーソのため、先住民インディオ、アフリカ、旧宗主国スペインの血を引いていた。敬虔なカトリック信者で、尊敬する政治家はベネズエラ生まれのラテンアメリカ独立の英雄シモン・ボリバル将軍をはじめとしてペルーのフアン・ベラスコ・アルバラード将軍、パナマのオマール・トリホス将軍であり、ベラスコとトリホスはチャベスの思想的背景の一部を形成していると分析されている。ベネズエラの歴代大統領では、ベネズエラの軍事独裁者だったマルコス・ペレス・ヒネメスを最も評価しており、対照的にベネズエラの民主化の父とされるロムロ・ベタンクールには批判的だった。
少年時代は成績優秀で、7歳の時には既に「大統領になりたい」という夢を周辺に語っていたという。大の野球好きで、士官学校に入学した動機には野球部に強い選手が集まるからという理由もあったとされる。
1男3女の父親で、2回の離婚歴があった。先妻のマリサベル・ロドリゲスとの間には娘が1人いるが、ロドリゲス前夫人によれば「慰謝料を一度も払ってもらっていない」ということで対面を拒絶されていた。このほかロドリゲス前夫人は、2007年の憲法修正案を痛烈に批判し国民投票で「No」への投票を呼びかけたり、チャベス大統領派に対抗してバルキシメト市長選への出馬が取り沙汰されるなど、反チャベスの政治活動を行った。
チャベスはブッシュ政権に対して反米路線をとり、反ブッシュ発言により世界中から注目を置かれる存在となった。チャベスはアメリカと距離を置くラテンアメリカ諸国やイラン、ロシア、中華人民共和国などと積極的に友好関係を結んだ。

## 大統領就任前
中学時代に共産主義者の友人に影響され、チャベスは社会主義に共感を持ち始めた。兄アダン・チャベスも左翼の活動家であり、兄の人脈によって1960年代に武装闘争を行っていた元共産ゲリラとの交流をも持った。高校を卒業した後にベネズエラ士官学校（Academia Militar de Venezuela、現在の Academia Militar del Ejército Bolivariano; AMEB）に入学した。士官学校時代には当時ペルーで軍事革命政権を樹立し「ペルー革命」を推進していたベラスコ将軍とペルーでの軍事式典で謁見し、多大な影響を受けた。1975年に士官学校を卒業するとベネズエラ陸軍に入隊し、少尉に任官した。軍隊時代は空挺部隊に勤務し、その赤ベレーは、後に彼のトレードマークの1つとなった。
1982年、同僚等と共に軍隊内地下組織COMACATEを組織した。後にCOMACATEは、シモン・ボリバルにちなんで革命的ボリバリアーノ運動200 (Movimiento Bolivariano Revolucionario 200; MBR-200) に改称された。
1989年2月27日にカラカスで発生した貧困層の蜂起（カラカス暴動、カラカソ）に陸軍が出動し、蜂起した人々に発砲して多数の死傷者を出したことに衝撃をうけ、チャベス中佐は1992年2月にクーデターを試みたが失敗し投獄された。降伏の際に行ったテレビでの会見は多くの国民に強い印象を与えた。
クーデター失敗後は、同志を第5共和国運動（Movimiento V Republica; MVR）に組織し、武装闘争から合法的な政治活動に転換した。釈放後の1999年、1980年代以降推進された新自由主義経済改革、民主行動党とキリスト教社会党の二大政党制、富裕層や労働組合幹部に独占されていた医療や福祉などに不満をもつ貧困層の圧倒的支持を受け、大統領に選出された。

## 大統領就任後
国内では貧困層を中心に根強い支持を集めていたが、国外では彼の影響力を嫌う動きも見られた。また、彼の政権について、「極左でも社会民主主義でもないポピュリスト政権」と定義する見方もあった。チャベス自身は21世紀の社会主義を掲げ、マルクス主義者を自称し、毛沢東主義者も名乗り、自らをトロツキストと呼ぶこともあった。また、従来の社会主義者の国際運動のようなヨーロッパではなく、中南米を中心とした第五インターナショナルを主張していた。
大統領就任後、チャベス政権はボリーバル憲法と呼ばれる新憲法を制定し、国名をベネズエラ共和国からベネズエラ・ボリバル共和国に変更、大統領権限の強化、一院制への移行などを行った。貧困層のための無料診療制度をととのえ、キューバから2万人の医師・歯科医師の派遣を受けたり、農場主の土地を収用して農民に分配するなどの農地改革や、為替管理や統制価格の導入、石油公団 (PDVSA) への統制強化など、反米・社会主義路線を明確にした。これをチャベスはシモン・ボリーバルにちなんで「ボリバル革命」と呼んだ。
チャベス政権の経済政策への不満、富裕層が支配するマスメディアの反チャベス報道によって、中産階級や富裕層を基盤とする民主行動党とコペイ＝キリスト教社会党（COPEI）勢力や、チャベス当選時には与党連合の一角を占めていたかつての左翼政党「社会主義運動党（MAS）」、市民団体、労働組合のCTVなどの間で不満が高まっていった。その結果2001年ごろから反政府運動が激化し、国内各地でストライキや石油公団におけるサボタージュや施設の破壊行為が発生するようになった。チャベスはサボタージュに関与した者の罷免でこれに対抗した。2002年4月11日にはCIAの支援を受けて軍部によるクーデターが発生し、チャベスは軍に監禁され、代わりに元ベネズエラ商工会議所連合会（Fedecámaras）議長のペドロ・カルモナが暫定大統領に就任した。最初クーデターは成功したかに思われたが、暫定政権が強権的な支配を強めたため、大統領の支持基盤である貧困層のデモが激化。情勢を見た軍や国家警備隊が寝返り、カルモナは逃亡。クーデターはわずか2日間で失敗に終わった。
なお、このクーデター時、RCTVを含む民間テレビ4局は、チャベス派の狙撃兵による反チャベス派への銃撃事件を捏造し、繰り返し報道した。RCTVのグラニエル最高責任者はクーデター派のこの陰謀に直接加担していた事が判明している。この報道機関として著しく中立性を欠いた行為が、のちのRCTV放送免許更新問題を引き起こす原因となった。その後も反チャベス派の激しい運動とストライキ・サボタージュが続き、社会主義運動党の一部や副大統領ルイス・ミキレナの離反があったが、2004年8月の大統領信任投票では58%の信任を獲得し、反チャベス派は後退した。更に2005年12月の議会選挙では、反チャベス派が選挙ボイコット戦術を採って候補者を立てなかったため、ほとんどの議席をチャベス派が独占している。また、クーデター後は関係者の処罰や改革の促進に力を入れている。外交では反米路線を明確にしておりアメリカと距離を置くロシア・ベラルーシ・中国・イランを訪問した。
また、2005年7月24日には、ラテンアメリカ統合を目指し、ラテンアメリカからの視点での報道機関としてテレスールを、キューバやアルゼンチン、ウルグアイなどの政府と共同でカラカスに開設している。
2006年12月3日の大統領選で対立候補マヌエル・ロサレスをダブルスコアに近い大差で勝利（チャベスは1999年当選であるので、本来は3選であり、憲法違反のはずだが、最初の選挙は旧憲法下であるため合法だ、としている）を果たし、副大統領がホセ・ビセンテ・ランヘルからホルヘ・ロドリゲスに交代した。また、この際に第五共和国運動など既存の与党勢力を統一した新与党ベネズエラ統一社会党の結成を発表しているが、与党連合内のいくつかの党派（ベネズエラ共産党など）はこれに反対している。
2007年5月、チャベス大統領は政権に批判的なTV局であるRCTVに対して「RCTVは国家に対する脅威。放送免許を更新しないのが私の責任だ」と発言し、RCTVに対する放送免許を更新せず、同局の放送免許が切れる同月27日深夜をもって閉鎖させる考えを示した。その座は政府が新たに設立した政府派のTV局であるTVesによって埋められる事となった。
それだけではなく、ベネズエラ政府は5月29日に米CNNとベネズエラのニュース専門局グロボビジョンを検察当局に捜査させた。通信情報相によればCNNなどの放送局はチャベス大統領の暗殺を教唆しているらしい。
2007年8月、テレビインタビューにて大統領の任期を現行の6年から7年への延長と、再選を無期限で認める憲法改正案を示した が、同年12月2日の国民投票で僅差で否決された。改正案では大統領の再選規定の撤廃だけでなく、任期の延長、メディア規制の強化、中央銀行に対する介入強化などが盛り込まれており、国民の独裁への懸念が高まったことがうかがえる。1982年以来のチャベスの同志で、2002年のクーデターを退けた立て役者であるラウル・バドウェル将軍（2004-06年陸軍総司令官、06-07年国防相）が、この改憲案を批判して国防相を辞任、改憲反対派の急先鋒となったことも、チャベスにとっては打撃となった。チャベスは、記者会見で憲法改正について「今回は成し遂げられなかった」と1992年のクーデター失敗時におこなったテレビ会見と同様の表現をした。2008年11月に実施された地方選では、首都・カラカスを中心に野党勢力が躍進、チャベスの一勢いにも翳りが見られるようになったが、チャベスは憲法改正への考えを変えず、同月末に再度改正案提案を発表。翌・2009年1月14日同改正案は国会を通過し、2月15日に大統領の無制限再選を認める憲法改正案の国民投票が再び行われ、賛成多数で憲法改正が承認された。これにより、チャベスの無制限再選が可能となった。
2010年4月、自身の公式Twitterアカウントを開設。だが、わずか9日の間に5万を超えるメッセージが寄せられ、これに返信するために200人近くの人員を雇った。

## 闘病とその死
2011年、キューバ訪問中に癌の摘出手術と治療を受けた。
2012年に任期満了に伴う大統領選挙が行われた。10月7日の投票日に1998年以来最高の80.94%の投票率を記録。投票所には長蛇の列が続き、選挙管理委員会は予定時間を延長して投票を受け付けた。対立候補のエンリケ・カプリレス・ラドンスキーとの接戦が報じられたが、カプリレスを制して4選を果たした。投票結果はチャベスの得票数が8,136,637（55.26%）、カプリレスが6,499,575（44.14%）で、チャベス大統領の任期は2013年1月10日から6年間となり、任期を全うすれば計20年にわたる政権を担うことになる。しかし選挙後、病状が悪化。12月10日にはがんの手術及び治療のため、再びキューバへ渡った。その後、1ヶ月以上動静が伝えられなかったため一時は死亡説も流れたが、2013年2月18日に帰国。副大統領と面会した動静が伝えられた。
だが、同年3月4日、呼吸器系の感染症を患ったことが発表され、2013年3月5日、ニコラス・マドゥロ副大統領がテレビで演説し、チャベスがカラカス市の軍病院で死去したことを発表した。同日、マドゥロ副大統領が暫定大統領に就任した（そしてその後選挙を経て正式に大統領に）。葬儀には数百万人の群集に加え、中南米・カリブ諸国を中心に32ヵ国の首脳が参列し（中南米・カリブ以外ではイランのアハマディネジャド大統領とベラルーシのルカシェンコ大統領が参列）、国内外におけるチャベス大統領の影響力の大きさが改めて示される結果となった。
ブラジルのジルマ・ルセフ大統領は、政策や考えの違いがあったことを率直に認めつつ、「ブラジル人の友人の、取り返しのつかない喪失に」黙祷を捧げた。なお、ブラジルからはルラ前大統領も参列している。
キューバ元首相のフィデル・カストロは、「キューバ国民にとって史上最良の友人を失った」と述べた。

### 没後
チャベス没後のベネズエラでは、産業の国有化による経済停滞や、社会保障関係の巨額の財政支出でハイパーインフレが発生し、経済危機に陥った（ベネズエラ危機）。

## 外交政策

### アメリカとの関係
ブッシュ政権下のアメリカ合衆国、及びアメリカの従来からの覇権主義に対してはきわめて批判的立場であり、ラテンアメリカの米州機構からの独立性を高める「中南米カリブ諸国共同体」の結成を唱えていた。9・11テロ後に「テロとの戦いは支援するがあらゆる方法が容認されるものではない」としてアメリカのアフガニスタン侵攻を非難した。大統領特別番組では「この宇宙に存在する最も邪悪な存在！悪魔の象徴！それは、ジョージ・W・ブッシュ」と批判していた。また、「ブッシュはアメリカ史上最も知能指数の低い大統領だ」という挑発的発言もしていた。
2006年9月20日、国連総会にて行われた一般演説において、チャベス大統領は壇上に立つとき、以前この場所で演説を行ったブッシュ大統領(ブッシュ・ジュニア)を暗に仄めかし「この場所にかつて悪魔がいた。いまだに悪臭が漂っている」と言い、厳かに十字を切るパフォーマンスを行い会場をどよめかせた。そしてアメリカ批判論者のノーム・チョムスキーの著書を読むよう勧めた。これに対しボルトン米国連大使は「我々にはほかに仕事がある。コメントする問題ではない」との反応を示したが、場内ではチャベス大統領の演説に対して一部の国々から拍手喝采が起こった。ボルトン米国連大使は「我々は国際問題を喜劇のように扱う手法を相手にしない」と不快感を示したうえで、「言論の自由を行使するなら、（ニューヨークの）セントラル・パークに歩いて行って、好きなだけ話せばいい」と皮肉った。
アメリカにオバマ政権が成立すると、チャベス大統領は反米姿勢を弱め、2009年4月18日の第五回米州サミットの中で、オバマ大統領を「誠実な男」と評し、従属論に基づいてラテンアメリカの経済史をエッセイとして述べたエドゥアルド・ガレアーノの『収奪された大地 ラテンアメリカ五百年』を寄贈した。そしてチャベス大統領は「オバマ大統領と友達になりたい」と述べ、オバマ大統領はキューバとの関係改善に触れることで、ブッシュ前政権の下で冷え込んだ中南米各国との関係修復を狙ったものとみられる。 ただし「友達になりたい」との言辞は、ブッシュが大統領に就任したとき、ブッシュに対しても用いていた。
2009年4月5日にオバマ大統領が核廃絶を表明したことを評価する一方、「アメリカは過去の原爆投下についてきちんと日本に謝罪すべきだ」と指摘していた。
2009年9月23日の国連総会における一般演説では、「ここにはもう悪臭がしない。希望のにおいがする」とオバマ政権の発足を改めて評価。さらに、オバマ大統領が国内で国民保険制度改革に関して「社会主義者」と批判されていることに言及して「（オバマ大統領、）社会主義陣営にいらっしゃい。一緒に『悪の枢軸』と戦おう」と発言。昨年の演説でこき下ろしたブッシュ前大統領に関しては直接の言及はしなかったが「みなさん、どうか私には靴を投げないでください」とブッシュ前大統領がイラク人ジャーナリストから靴を投げつけられた事件に触れ、暗に批判した。
チャベス大統領は、ブッシュ政権に批判的なアメリカ人に対して友好的であった。2006年には、ハリー・ベラフォンテがベネズエラに来訪し、チャベス大統領と会談した。2009年のヴェネツィア国際映画祭においては、チャベス大統領はオリバー・ストーン監督（チャベスについてのドキュメンタリー映画を撮ったことがある）と共に出席している。その席でストーンは、「革命が存在しているかだけでなく、アメリカが敵を探し続けるのも問題だ。ブッシュ前大統領は『敵探し』に目がなかった。イラクがうまくいったら、次はチャベス大統領だった」と冗談げに述べているが、一方でオバマ大統領については「彼を『悪魔』と呼ぶ理由はないよ。オバマとは話し合うことができる。同世代だし、ブッシュと違う事は否定できない。オバマは頭がいいよ」と評価していた。

### イギリスとの関係
イラク戦争に協力したイギリスのトニー・ブレア元首相を「恥知らずで不道徳」、「帝国主義の駒」と非難した。これはブレア元首相が議会の質問に答えて、「（ベネズエラ大統領は）国際法規を守るべきであり、キューバは真の民主主義を実践すべきだ」と発言したことに応じたものであった。

### イスラエルとの関係
2009年1月14日には、イスラエルのガザ侵攻に抗議してボリビアと共にイスラエルとの外交関係を断絶。理由として「イスラエル当局によるパレスチナ人に対する残虐な迫害」を挙げた。

### ラテンアメリカでの関係
キューバのフィデル・カストロ議長とは親密な関係を築いているほか、ブラジルをはじめとしたラテンアメリカ諸国とも積極的に関係構築を進めており、2006年にはベネズエラのメルコスール入りも果たした。
アメリカやコロンビアはチャベス大統領がコロンビア革命軍（FARC）を支援していると批判している。2004年12月13日にはコロンビア側がFARCの外交担当幹部ロドリゴ・グランダをカラカスで拉致。一時期両国関係は極めて悪化した。またコロンビアは、2008年3月1日にエクアドル領内に侵攻し、人質解放交渉にあたり同地で野営していたFARC幹部、ラウル・レジェスらを殺害した。この際、レジェスの遺した文書からチャベス大統領によるFARCへの巨額な資金援助の事実が確認されたと発表し、アルバロ・ウリベ大統領は、チャベス大統領を国際司法裁判所に提訴する意向を示した。このコロンビア政府の発表に対し、チャベス大統領はエクアドル、ニカラグアと共に戦争も辞さずという対決姿勢を示し、一時は対コロンビア国境に三国軍が集結するという極めて危険な事態となったが、米州機構の仲介もあり、コロンビアが主権侵害について謝罪の姿勢を見せることで一応の決着をみた（アンデス危機）。
このような南米における親米派筆頭と呼ぶべきコロンビアとの対立関係は、2007年11月28日の国交断絶発表という事態を招きつつ、2007年12月末に、FARCに拉致されていたコロンビアの政治家クララ・ロハス（Clara Rojas）、コンスエロ・ゴンサーレス（Consuelo González）の解放交渉への介入など、主としてFARCを間に挟む形で継続している。もっとも、国交断絶発表と言っても大使の召還等を伴う実際的なものではなく、大衆向けのアジテーションの側面が強かった。ところが、2009年8月に入りコロンビアがアメリカと軍事同盟を結んだことについて「宣戦布告」と猛反発し、2009年8月25日現在、コロンビアとの国交断絶を予告している。ちなみに、陸軍力はコロンビアがベネズエラに対して圧倒的に優勢であるため、実際にベネズエラがコロンビアに対して戦争を仕掛けることは困難と考えられる。また、ベネズエラの盟邦であるエクアドルの陸軍力を合わせても、コロンビアが勝っている。また、両国は政治的対立を続ける一方で、経済的には密接な関係を維持していたが、チャベス大統領は2009年7月に入って以降コロンビア産の自動車を輸入禁止にし、ベネズエラ国内の石油開発事業への参加を認めないとするなど、関係が険悪化している。乳製品、穀物、肉類などについてはベネズエラの盟邦であるキューバから輸入するとしている。
2010年2月22日から23日まで開かれた中南米諸国の首脳会議の昼食会において、チャベス大統領はコロンビアのウリベ大統領に対し、「くたばりやがれ」などと言い放ち、ウリベと激しい口論になった（キューバのラウル・カストロ議長が割って入り、事は収まった）。2010年7月22日、コロンビアとの国交を断絶。国境に「全面的非常態勢」を敷くよう軍に命令した が、サントス新大統領の就任直後の8月10日に同国とは国交を回復した。
キューバのラウル・カストロ政権やボリビアのエボ・モラレス政権、エクアドルのラファエル・コレア政権、ニカラグアのダニエル・オルテガ政権とは反米勢力の陣営として友好的で、ブラジル、アルゼンチンは極端な反米ではないものの両国とも友好的で、ラテンアメリカの反米国家とは友好関係であった。モラレス大統領就任以前のボリビア国内においても、チャベスが同国の先住民系反政府武装勢力を支援していた可能性が指摘されている。チャベス大統領とモラレス大統領は反米勢力として友好的で、両者共に豊富な石油資源を国有化した。自ら立ち上げたペトロカリブによって友好的なカリブ諸国には原油を優先的に提供した。盟友関係を築いたアルゼンチンのネストル・キルチネル大統領が2010年10月に急逝した際には、故キルチネル大統領の故郷であるパタゴニア南部のリオ・ガジェゴスまで足を運び、最後の埋葬に立ち会った。また、その後はキルチネル大統領の妻で、2007年に大統領に就任したクリスティーナ・フェルナンデス・デ・キルチネルとの間で同様の盟友関係を築いた。自ら立ち上げたペトロカリブによって友好的なカリブ諸国には原油を優先的に提供した。
かねてから構想を提唱していた「ラテンアメリカ・カリブ諸国共同体」は2011年7月にカラカスで正式に設置された（前段階としてラ米・カリブ首脳会議が存在した）。また、2007年にマルガリータ島で行われた第一回南米エネルギー首脳会議での南米諸国連合の設立でも主導的な役割を果たし、南米銀行の本部はカラカスに置かれた。

### スペインとの関係
2007年11月、チリで行われた、スペイン、ポルトガル、中南米諸国によって構成される「イベロアメリカ首脳会議」の席上で、チャベス大統領はロドリゲス・サパテーロスペイン首相の講演の最中に、2002年の反チャベス・クーデターに加担したとされるホセ・マリア・アスナール前スペイン首相をファシストと非難する発言を繰り返し、サパテーロ首相や同席していたファン・カルロススペイン国王から「民主的に選ばれた代表に対する侮辱」と、激しい反発を招く。この際ファン・カルロス国王に言われた「黙ってはどうかね？(¿Por qué no te callas?)」という言葉は、その後スペインおよび中南米で流行語になった。
一方でこの発言はスペインとベネズエラだけでなく、スペインと南米の関係にも大きな影響を与えている。チャベスはファン・カルロス国王に謝罪を求める一方で、スペインのかつての植民地主義を糾弾し、ベネズエラに進出するスペイン企業への監視を強めると発言してスペインとの対立を強めている。中南米の首脳らはこの件に関してチャベス支持とファン・カルロス支持に分かれた。事態の拡大を防ぐため、スペイン外務省は、この発言はスペインとラテンアメリカ諸国との関係を象徴するものではない、と否定する声明を出す羽目になった。
2009年3月19日に、チャベス大統領はスペインのサンタンデール銀行系のバンコ・デ・ベネスエラを国有化すると発表した。チャベスはその理由について「公共金融システム強化のため」と説明している。

### ロシアとの関係
中国と並ぶ反米連合の雄であるロシアとの関係は友好的であった。ロシアは中国とともにBRICSの中で経済成長率が高く、ロシアは大幅な物価上昇でいずれに先進国並みの物価とヨーロッパ一番の経済力を持つとも予想される。2006年にロシアとベラルーシに訪問し、ウラジーミル・プーチン大統領と会談した。ロシアとの間でスホーイ30多用途戦闘機24機の購入契約を結び、ベネズエラ軍の制式自動小銃をベルギーのFN FALからロシアのAK-103に替えた。「スホーイ（Sukhois）戦闘機24機とヘリコプター53機も含め、ここ1年半で約30億ドル（約3500億円）の契約が交わされた」と述べた。2008年にはドミートリー・メドヴェージェフ大統領がカラカスに訪問し合同軍事演習をベネズエラ国内で行った。両国は平和利用目的の原子力エネルギー開発協定を締結した。2009年にロシア訪問の際にチャベスはグルジアからの独立を宣言した南オセチアとアブハジア自治共和国の主権を承認すると発表、さらに自衛目的のためにロシア製の短距離ミサイルを購入しており、チャベスは大国との関係を最重視して、共にアメリカに牽制する傾向がある。

### ベラルーシとの関係
ベラルーシとも友好的で、2006年にはアレクサンドル・ルカシェンコ大統領とミンスクで会談。欧米から「ヨーロッパ最後の独裁者」と非難されているルカシェンコ大統領に対し、チャベス大統領は「欧州でも反米の同志を得た」と述べ連帯を呼びかけた。しかし2009年にベラルーシは欧州側に接近しているためにベラルーシはロシアとの関係は悪化しているが相変わらずチャベスとは仲良く、2009年の訪問の際に「キューバ、アルジェリア、リビア、トルクメニスタンら『悪の枢軸』からのあいさつ状を持ってきたぞ！」と反米ジョークを炸裂し、さらにヴェネツィア国際映画祭を訪問した事に触れ「ベルルスコーニ首相からのあいさつも持ってきた」と言う発言で、ルカシェンコ大統領はベルルスコーニは悪の枢軸でないと突っ込んだ。

### イラクとの関係
2000年にはイラクのサッダーム・フセイン大統領の元に訪問し双方はともに石油輸出国機構（OPEC）の役割を強化し、世界の石油価格を安定させ、産油国と消費国の利益を調整しバランスをとる必要性を強調した。アメリカはチャベス大統領のイラク訪問を批判したが、「OPEC内部のことに対する干渉は受け入れられない」と反発した。2003年、アメリカのブッシュ政権はイラク武装解除問題の進展義務違反（大量破壊兵器保有）を理由として、イギリス、オーストラリアに、工兵部隊を派遣したポーランドなどが加わる有志連合と共に、イラク攻撃に関する国連決議のないまま、イラクに侵攻。フセイン政権を武力により排除した。ところが、のちにイラクに大量破壊兵器保有の事実が存在しない疑惑が浮上。2004年10月にはアメリカが派遣した調査団が「イラクに大量破壊兵器は存在しない」との最終報告を提出した。チャベス大統領はブッシュ大統領を「大量虐殺者」「犯罪者」と口をきわめて非難している。後にチャベス大統領はカストロとの会談で、フセイン大統領が無抵抗でアメリカ軍に捕まった事を批判し、もしベネズエラ・キューバ両国が米国の進攻を受けたならば、お互いともに抵抗して自決すると誓い合った。

### イランとの関係
ブッシュ大統領に他に悪の枢軸呼ばわりされたイランとも友好を深めている。2006年にはマフムード・アフマディーネジャード大統領とも会談した。「イランとベネズエラは同じ考え方共通の利害を持っている」と語り、「平和と正義の実現をするため我々は団結しなければならない」と主張した。石油資源を生かした外交を進めており、2007年1月13日には、首都カラカスにはアハマディーネジャード大統領と反米的な発展途上国支援のための基金設立で合意した。

### リビアとの関係
2009年にカッザーフィー（以降カダフィ）が旧王制を打倒した革命の40周年記念式典に西側諸国を除き多くの中東諸国とアフリカ諸国が参加した中で、チャベス大統領も参加してカダフィ大佐と対話した。カダフィ大佐も反米的なテロリストであったが、イラク戦争後に標的になるのを恐れてパンナム機爆破事件の補償の開始や大量破壊兵器の放棄するなど方向転換し、その後は欧米諸国はリビアと石油開発やテロ対策などで協力関係を拡大するなど アメリカに対する態度はチャベスのそれと大きく変わった。しかし2011年にリビアで発生した内戦によりカダフィ政権が崩壊しても、それに替わるリビア国民評議会をリビアにおける正式な政府とは認めず、チャベスはあくまでカダフィを支持する姿勢を見せた。

### スーダンとの関係
『ワシントン・ポスト』の付録誌『パレード』の「世界最悪の独裁者ランキング」という特集記事で、2005年 - 2007年度にかけて3年連続の第一位に選ばれた反米派のオマル・アル＝バシール大統領と友好関係にあった。第2回南米・アラブ諸国首脳会議でバシール大統領は出席しており、チャベス大統領はバシール大統領を起訴した国際刑事裁判所を非難した。

### ジンバブエとの関係
近年は強権的な政治手法や外交・経済政策の失敗などで主に欧米から独裁者と批判を受けることが多くなったジンバブエのロバート・ムガベ大統領を自国に招待しており、「自由の闘士」と称賛していた。エネルギー協力協定に調印した後に、解放者シモン・ボリーバルの刀のレプリカを渡した。チャベス大統領は「彼は国民とともに新たな帝国主義者に立ち向かい続ける」と述べた。

### ベトナムとの関係
アメリカと敵対関係だったベトナムにも2006年に訪問した。ホー・チ・ミン廟や軍事博物館、退役軍人記念碑など、ベトナム戦争の関連施設を訪れた。また旅程には、ベトナム戦争当時にアメリカ軍が散布した枯葉剤によって健康被害を受けた人々のリハビリ施設訪問も訪問した。チャベス大統領はここでもブッシュ大統領を「アメリカ帝国主義の怪物」と批判し、「アメリカのいかなる侵略の試みにも抵抗していく」と発言した。
ベトナムは古くからロシア（旧ソ連）とは友好関係であるが、敵であったアメリカとの外交的・経済的な関係強化にも努めており、かつてアメリカと戦った共産政権であるにもかかわらず政府・国民とも珍しく親米的で、枯葉剤の被害の補償問題が未解決ではあるものの政府はこれが対米関係に影響しないよう配慮している。ベトナム人は未来志向・実利志向が強くあまり過去にとらわれない性格であるためアメリカ人観光客やアメリカからの投資も歓迎しており、チャベス大統領亡き現在、その後継者であるマドゥロ大統領の反米主義に同調する可能性は低いと見られている。

### 中国との関係
中国はBRICSの中で最も経済成長率が高く、アメリカを含む多くの国と積極的な外交を行っているが、ベネズエラとも軍事的にも経済的にも密接な友好関係を築き上げており、チャベスは江沢民、胡錦濤、習近平などの中国共産党総書記とも会談した。チャベス大統領は世界2位の石油輸入国の中国と長期の石油供給・精製協定を結び、世界一の急成長を遂げているエネルギー市場への足掛かりを得られると考えていた。
2007年に中国との友好関係をアピールするために南米ベネズエラで開催される国際野球連盟世界ユース選手権大会で台湾（中華民国）チームのベネズエラ入国を拒否したことがあり、アメリカやフランスが批判した2008年のチベット動乱や中国の人権問題にも触れず、北京オリンピックについては「非常に完璧で、史上最も素晴らしいオリンピック大会の一つだった」と発言した。
2008年の訪中時にはマオイストを自称し、中国の四川省でベネズエラ初の人工衛星ヴェネサット-1（シモン・ボリーバル）を打ち上げ、「南米統合の象徴」と称えた。これに続いて同じ米州ボリバル同盟（ALBA）加盟国のエクアドルとボリビアも中国で初の人工衛星を打ち上げている。2009年2月に今後200年にわたって中国が必要とする石油を供給すると確約し、アメリカへの依存からの脱却を目指しており、同年2月には習近平国家副主席がベネズエラに訪問しており、同年4月の訪中では胡錦濤総書記と会談した。この際にチャベス大統領は「世界金融危機で世界の重心が北京に移動したことを誰もが知ってる」「我々は新世界秩序を築きつつある。アメリカ帝国の一極支配は崩壊し、世界の重心は北京、東京、テヘランなど東と南に向かってる」と発言した。同年に中国はベネズエラのティナコとアナコを結ぶ実現すれば南米初の高速鉄道の建設を受注し、ベネズエラ初の国産携帯電話ヴェルガタリオを中国のZTEとともに共同開発してチャベス大統領自身もユーザーだった。また、ベネズエラ政府は中国の浪潮集団とVITを設立して国産コンピュータの製造も行っている。
2010年にはK-8 カラコルムなど中国の軍用機を導入し、2012年には中国から水陸両用戦車（VN-16やVN-18など）を購入して融資も受けることを表明した。
2011年にカラカスで中南米33か国の首脳を集めて行われたラテンアメリカ・カリブ諸国共同体の設立会議では、アメリカを批判してラテンアメリカ・カリブ諸国共同体との関係強化を謳う胡錦濤中国共産党総書記の祝電を読み上げた。同年のベネズエラ独立200周年記念の軍事パレードでは中国人民解放軍の儀仗隊が行進に参加した。

### 敵対国と友好国に対する認識
チャベスはアメリカの戦争行為を強固に批判し、イスラエルと国交を断交するなど強固な反米路線をとっているが、それに対し南米の反米陣営であるボリビア、エクアドル、ニカラグア、キューバや反米的なロシア、中国、イランに対し密接な貿易関係や軍事関係を築き上げて友好的であった。
しかしチャベスはアメリカが行っているパレスチナの和平や復興支援、スーダンのバシールがしているダルフール紛争、中国のチベットやウイグルや法輪功に対する人権弾圧、イランにおける民主化勢力への弾圧、また旧フセイン政権の極めて残忍な拷問や少数派への大量虐殺、ジンバブエの人権侵害などの悪行に対しては一切言及していない。チャベスはアメリカを一方的に批判する反面に反米的な友好国の悪行をすべて黙殺している。また冷戦時代の中ソ対立でソ連側についたフィデル・カストロは今でも友好的な国がロシアなのに対し（ただ、ラウル・カストロによりキューバと中国の関係修復は進んでいる）、チャベスは国連安保理の常任理事国である中国とロシアの両国を後ろ盾に非常に密接な関係を持っていた。
チャベスは南米・アラブ諸国首脳会議に出席してアラブ諸国との関係を強化し、反米的な国に密接な貿易関係やエネルギー協定を結ぶなど『敵の敵は味方』で関係強化し、例えば2007年にはベネズエラ中心で「反米同盟基金」を設立、また中国・ロシアから軍事面で関係強化するなど、チャベスの反米主義の強さが捉えられる。
また、友好的な政治家にはシモン・ボリーバルの剣のレプリカを献上することが多かった。

## ガスプロジェクト国有化
大統領就任宣誓式の演説で、国有化推進の一環として国家による天然ガスプロジェクトの支配権獲得を推奨、外資企業によるガスプロジェクト保有を認める現行法の改正を提案し憲法は原油分野では国の活動を保護しているが、ガス分野ではしていないと指摘しており、「炭化水素や液化、固形、ガスにも言及すべきだ」と発言した。

## 日本訪問
- 1999年10月に非公式で来日し、小渕恵三首相ら政府要人との会談や天皇との会見を行った。天皇との会見終了後、辞去するために車に乗り込む前、見送る天皇との握手後、親愛の気持ちを表すためであろうが、いきなり天皇の肩を強く抱き、天皇が明らかに戸惑う表情を見せた。また滞在中の10月14日には、神宮球場で行われたプロ野球ヤクルト－横浜戦の始球式を務めた。始球式では、ベネズエラ出身のペタジーニが捕手としてボールを受けた。
- 2009年4月5日に公式に来日し、麻生太郎首相ら政府要人などと会談し、エネルギー分野での経済関係の強化などについて話し合ったが、日本政府は米国への配慮もあり冷静な対応に終始した。

## 特別番組
チャベスの大統領就任後、『こんにちは大統領』というチャベスが司会を務める特別番組が2012年1月まで放映された。毎週日曜日5時間生放送であった。チャベスは自動車や電車、自転車に乗って登場するなど派手なパフォーマンスを演じていた。